# Epiek

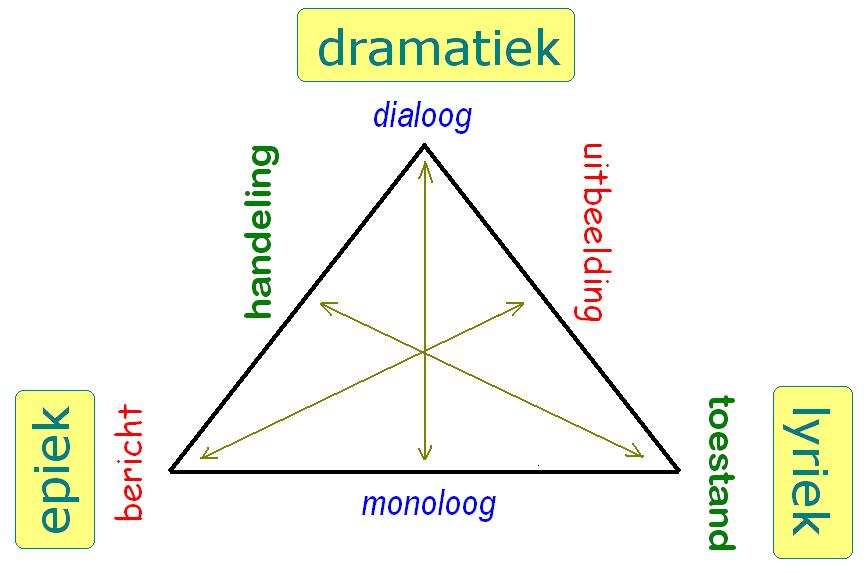
De driehoek van Petersen.

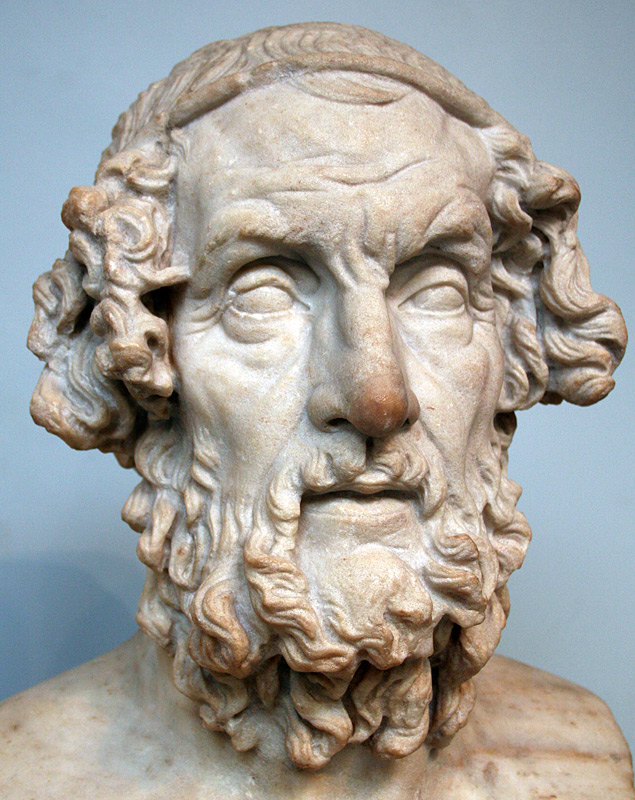
Een voorbeeld van epiek is Homerus' Ilias, die 55 dagen in de Trojaanse oorlog beschrijft.

Epiek is de verzamelnaam voor verhalende producten van de literatuur, zowel in poëzie als in proza, waarbij de nadruk ligt op de beschrijving van gebeurtenissen en handelingen van personages. De epiek is, naast de lyriek en de dramatiek, een van de hoofdvormen van de literatuur. Narratologie is de studie van verhalende literatuur en film. 
In het spraakgebruik kan de term "episch" (afgeleid van epos) met een andere betekenis gebruikt worden en gaat het dan over een verhaal met grootse, verheven of meeslepende gebeurtenissen. 
In epische teksten vertelt een meer of vaak ook minder herkenbare verteller een geschiedenis of een verhaal. Daarbij wordt in de literaire kritiek en in de antropologie vooral gekeken naar de wijze waarop die verhalen zijn verteld. De meest voorkomende tot de epiek behorende genres zijn: de mythe, het sprookje, de legende, de sage, het epos of heldendicht, de ballade, de romance, de fabel, de parabel, het kort verhaal en de roman.

## Epische poëzie
Poëzie wordt over het algemeen als lyrisch gezien. Men spreekt van narratieve of epische poëzie, als daarin het verhaal een belangrijke plaats inneemt, zoals bij de Ilias. Epische poëzie zou men kunnen omschrijven als: "een roman in dichtvorm". Voorbeelden zijn een epos (heldendicht) en een chanson de geste.
Voorbeelden van epische poëzie zijn:
- Gilgamesj-epos
- Odyssee
- Mahabharata
- Virgilius – Aeneis
- Ovidius – Metamorfosen
- Beowulf
- Van den vos Reynaerde (een episch diergedicht)
- Walt Whitman - Leaves of Grass